# Handzame

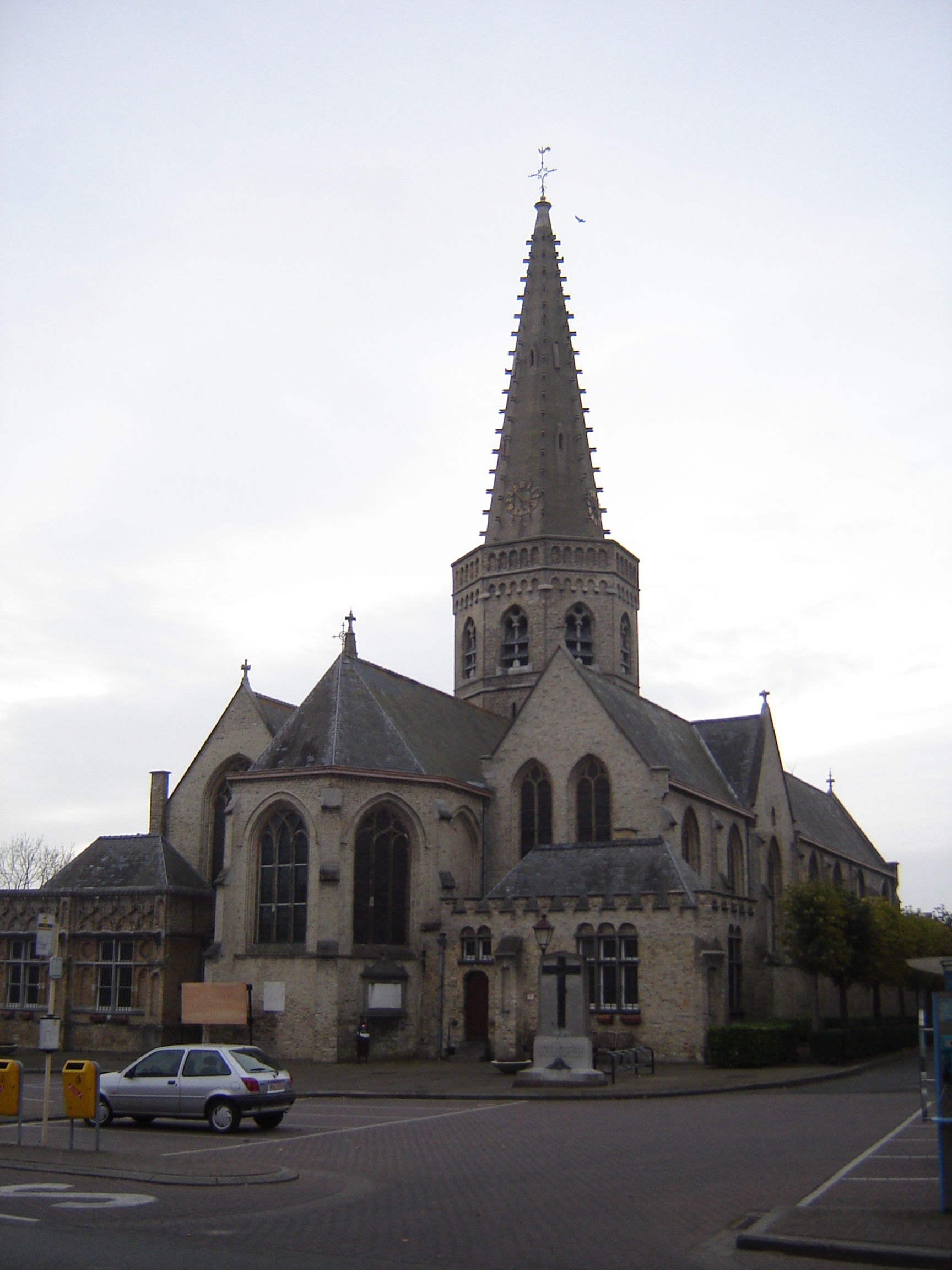
Eglise Saint Adrien

Handzame est une ancienne commune belge de la province de Flandre-Occidentale dont le chef-lieu est Bruges. C'était une commune à part entière avant la fusion des communes de 1977. Dans le contexte du plan Michel, au 1er janvier 1977, Handzame, Kortemark, et la commune déjà fusionnée de Werken-Zarren forment la commune nouvelle de Kortemark.
Hanzame est composé de plusieurs hameaux: 
- - Edewalle, le plus important, sorte d'enclave au Nord;
  - Aarsgat;
  - Amervelde, il porte le nom d'un château disparu;
  - Kruisstraat;
  - Vierschaere;
  - Luikhoek.

C'est un village à caractère rural de la région flamande situé dans le Westhoek. 
La partie sud du village est traversée par une rivière: le Handzamevaart (ou Krekelbeek) qui prend sa source près de Torhout et se jette dans l'Yser.
La vallée le long du Handzamevaart entre Handzame et Dixmude fait partie de la zone Natura 2000 de la vallée de l'Yser (Ijzervallei)
Handzame se trouve sur la route nationale N35 qui va jusqu'à La Panne.

## Toponymie
En 1085, "Hansam" est mentionné pour la première fois dans le cartulaire de l'abbaye d'Eename. 
Les orthographes successives sont : en 1115 "Hanzam", en 1268 "Hansame", en 1271 "Handsame", en 1302 "Hansame", en 1677 "Handsame" et en 1828 "Handzame".
Il y a deux explications possibles au nom du village:
- l'orthogaphe vient  de "handen samen" (mains jointes). Une légende raconte que les deux principaux  seigneurs des lieux, ceux de Kroonevoorde et de Watervliet, après de très longues querelles, ont fait la paix. et en ce lieu. les "mains posées ensemble"  marque la reconciliation des deux familles;
- le nom est d'origine germanique : "handa hamma" et signifie « langue de terre au milieu d'une plaine inondable» .

## Démographie

### Évolution démographique
- Sources : INS, Rem. : 1831 jusqu'en 1970 = recensements, 1976 = nombre d'habitants au 31 décembre[2].

## Histoire
Pendant la période française, de 1795 (conquête des territoires sur les Pays-Bas autrichiens) à 1814 (fin du Premier Empire), Handzame, dans le canton de Dixmude, se trouve dans le département de la Lys.
En 1850, Handzame comptait six moulins à vent, tous disparus aujourd'hui:
- le moulin d'Abeel (Abeelemolen[4]) ou du nom des meuniers propriétaires: moulin Vileyn (1856 à 1913) ou moulin Darras (de 1913 à 1946). Construit avant 1830 sur la Groenestraat; il était équipé pour le maïs et pour l'huile. Il fut complètement détruit en 1914-1918. Reconstruit en 1922, il tombe et disparait du paysage lors d'un orage en 1945;
- le haut moulin (hoogemolen[5]) ou moulin d'Amersvelde pour moudre le grain. Il est mentionné pour la première fois en 1439. Il est construit sur un remblai sur l'Amerveldestaat, ou à partir de 1892 le moulin de Ceunincks, du nom du meunier qui l'occupe. Pendant l'évacuation de 1917, le moulin est abattu et le bois est utilisé par les soldats pour se chauffer. Il ne sera pas reconstruit;
- le moulin de Huygebaerts ou moulin Plateste, c'est un moulin à maïs et à huile construit à la fin du XVIIIe siècle par Henri Huygebaerts sur un remblai encore visible sur la Werkenstraat. Il disparait en 1880 à la suite d'une violente tempête;
- le moulin de Bescheewege, à la limite des villages d'Hanzame et de Kortemark;

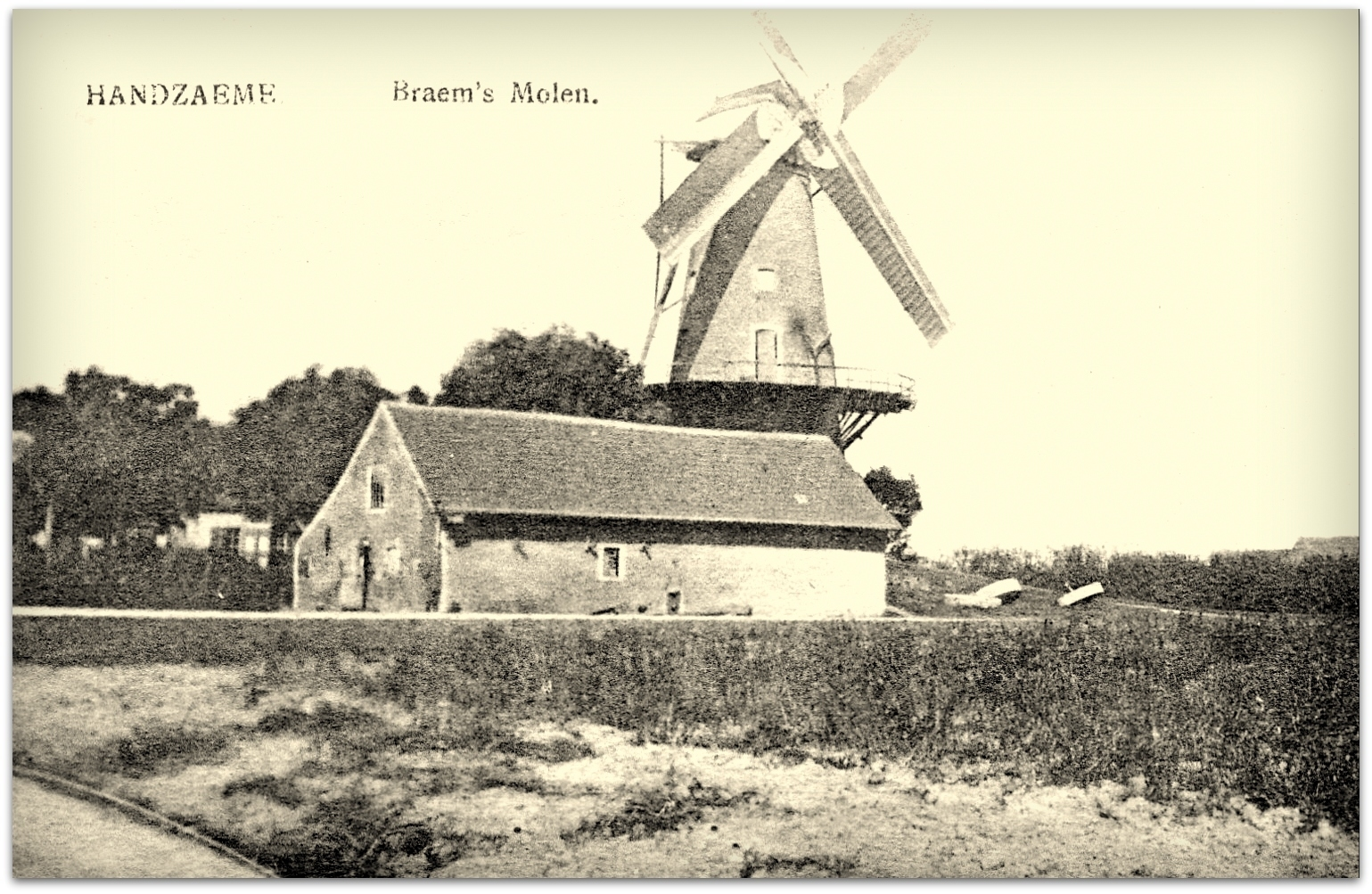
Moulin de Braem/Nieuwstraat.

- Moulin de Braem/Nieuwstraat.le moulin de Braem. C'est à l'origine un moulin à poteaux en bois pour moudre le maïs. Il est mentionné dans une charte en 1701 sous le nom de handzamemolen. Il sera acheté en 1836 par le meunier Ivo Braem (le site est toujours exploité par la famille Braem), et le transforme en 1847 en moulin à tour de pierre. Depuis la construction en 1902 d'une route pour le desservir, le moulin est aussi appelé Nieuwstratmolen. Il continuera à tourner pendant la guerre jusqu'à l'évacuation en 1917. Détruit lors de la retraite des allemands, il ne sera pas reconstruit. Une huilerie mécanique sera installée à la place et fonctionnera jusqu'en 1954 ;
- le moulin de Kruistraat (Kruistraatmolen[6]) ou de Raes (Raesmolen) était un moulin à tour de pierre pour le maïs et l'huile construit en 1846 par Engelbertus Decoutter-Logghe, boulanger à Handzame. Racheté en 1873 par Constant Raes (d'où son nom), plusieurs familles de meuniers se succèdent jusqu'à la guerre de 14-18. Le moulin sera détruit le 4 octobre 1918 par un tir direct d'artillerie, il ne sera pas reconstruit.

### Première Guerre mondiale
Lors de la Première Guerre Mondiale, la Belgique est envahie et le front s'installe sur l'Yser. Les troupes allemandes arrivent à Handzame le 19 octobre 1914.
Le 20 octobre 1914, l'armée impériale allemande exécute douze civils lors des atrocités allemandes commises au début de l'invasion. L'unité mise en cause est le 209e BP -Bataillon de Pionniers-.
En 1915 l'unité allemande "Flieger Abteilung 19" installe un terrain d'aviation de trois pistes. Ce terrain fut bombardé par l'aviation britannique en septembre 1916 et juillet 1917.
À la fin de la guerre, Handzame est complètement détruit. Sur les 699 maisons que compte la commune en 1914, 274 sont totalement détruites et 425 fortement endommagées. Les quatre moulins à vent disparaitront définitivement du paysage. 
L'église a été également détruite. Les allemands détruisent le clocher lors de leur retraite. Elle ne sera reconstruit qu'en 1920.

## Lieux et monuments
- l'église gothique à trois nefs: Saint Adrien;
- l'ancien hôtel de ville de style néogothique, construit en 1903, fortement endommagé pendant la Première Guerre mondiale et restauré dans son état antérieur en 1923, il accueille aujourd'hui une maison familiale;
- le cimetière communal[10] de Handzame qui accueille les tombes de six aviateurs du Commonwealth de la Seconde Guerre mondiale;
- la réserve naturelle de Handzame.

### Patrimoine industriel

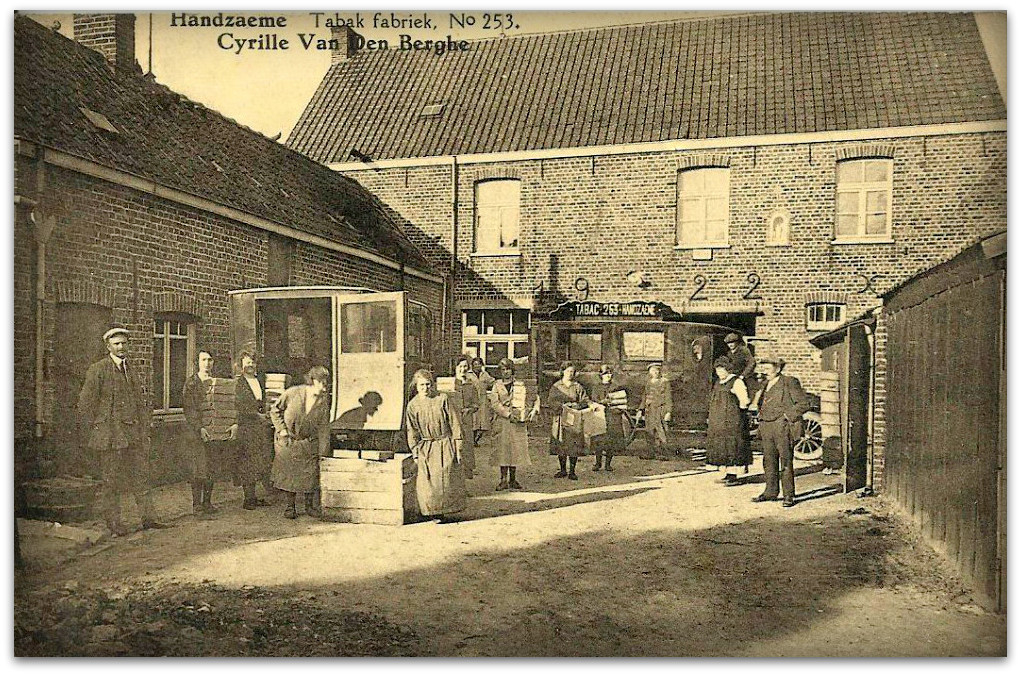
Fabrique de tabac

- la fabrique de tabac fondée vers 1900 par Cyrille Vandenberghe. C'est aujourd'hui l'usine NEOS, rue de la gare (stationstraat);
- l'ancienne gare de Handzame, elle a été construite en 1894 sur le tronçon  Lichtervelde-Furnes de la ligne ferroviaire n°73 .

## Personnalités nées dans la commune
- le footballeur Brecht Dejaeghere (né en 1991) ;
- l'écrivain Frank Geleyn (1960-2023), auteur pour enfants et jeunesse ;
- l'homme politique Adiel Debeuckelaere (1888-1979), nationaliste flamand.